# George F. Sowers
George F. Sowers (* 23. September 1921 in Cleveland (Ohio); † 23. Oktober 1996) war ein US-amerikanischer Bauingenieur für Geotechnik.

## Leben
Sowers studierte Bauingenieurwesen am Case Institute of Technology (Bachelorabschluss 1942) und arbeitete in Teilzeit 1939 bis 1942 im Ingenieurbüro für Hafenbau seines Vaters George B. Sowers in Cleveland. Danach studierte er an der University of Tennessee Wasserbau und war 1942 bis 1944 Wasserbauingenieur bei der Tennessee Valley Authority. Im Zweiten Weltkrieg war er 1944 bis 1946 Lehrer (Instructor) bei der US-Navy (für Elektronik). Nach dem Krieg setzte er sein Studium an der Harvard University fort bei Karl von Terzaghi und Arthur Casagrande, wo er 1947 seinen Masterabschluss machte. Im selben Jahr ging er an die Georgia Tech, wo er 1950 Associate Professor und 1954 Professor für Bauingenieurwesen war, ab 1965 als Regents Professor. Ab 1987 war er Professor Emeritus. Er war auch seit 1947 neben seiner Universitätstätigkeit beratender Ingenieur in der Ingenieurgesellschaft Law Engineering Companies, was er bis zu seinem Tod blieb. Dort war er 1955 Vizepräsident und 1971 Vorsitzender des Aufsichtsrats.
Sowers ist der Verfasser eines in den USA bekannten Lehrbuchs für Bodenmechanik, das er anfangs mit seinem Vater verfasste. Er befasste sich unter anderem mit Gründungen im Karst, Verwitterungsböden, Bodenmechanik im Straßenbau, Gründung auf Deponien, Geokunststoffen, Schadensfällen im Grundbau und mit dem Dammbau. 1964 lehrte er mehrere Monate in New Delhi und war 1959 Berater für Dammprojekte in Indien.
1995 erhielt er den Terzaghi Award, erhielt zweimal den Middlebrooks Award der ASCE und 1979 hielt er die Terzaghi Lecture. 1973 wurde er in Georgia Ingenieur des Jahres. 1976 erhielt er den Herschel-Preis der Boston Society of Civil Engineers und 1990 den Brooks Award. 1994 wurde er Mitglied der National Academy of Engineering. Er war Ehrenmitglied der American Society of Civil Engineers (ASCE).
Er war Mitglied im US-Komitee für große Dämme, Vorsitzender des Executive Committee der Geotechnik-Abteilung der ASCE, Vizepräsident der International Society of Soil Mechanics and Foundation Engineering (ISSMFE) für Nordamerika und Präsident der Sektion Georgia der ASCE.

## Schriften
- Introductory Soil Mechanics and Foundations: Geotechnical Engineering, New York, Macmillan 1951, 4. Auflage, MacMillan 1979 (in den ersten Auflagen mit George B. Sowers, auch ins Spanische und Chinesische übersetzt)
- mit Alfonso Rico Rodriguez, Hermillo del Castillo: Soil Mechanics in Highway Engineering, Trans Tech Publishers, Clausthal-Zellerfeld, 1988 (ursprünglich spanisch)
- Building on Sinkholes: Design and Construction of Foundations in Karst Terrain, ASCE 1996
- Earth and Rockfill Dam Engineering, Asia Publishing House, Bombay, 1961
- Earth dam failures in the United States: Mechanisms of failure and their consequences, Mitteilungen des Instituts für Wasserbau und Wasserwirtschaft, Heft 18, Aachen, 1977